# Строителство на въоръжените сили
Строителството на въоръжените сили е понятие, възникнало в модерната, индустриалната епоха. Това е непрекъснат процес на въздействие върху способностите на формированията на въоръжените сили (ВС) с цел да изпълняват ефективно задачите по защитата на обществото.
Този процес е в пряка зависимост от степента на развитие на икономиката, науката и технологиите, образователната система и културата на обществото. В условията на глобализацията в постмодерната епоха върху строителството на въоръжените сили оказва влияние нивото на обвързаност на обществото (държавата) в колективни и/или съюзни отношения с други общества (държави).
При непрекъснато променящата се среда за сигурност при използването на войските и силите все повече ще се акцентира върху превенцията и проактивността. За ефективна защита на обществото тези изисквания оказват влияние и върху съвременното разбиране за териториална цялост. Променя се разбирането на понятието „територия“. То вече се възприема като пространство, в границите на което се изисква от „другите“ (държавни и недържавни субекти) да се съобразяват с интересите и да съблюдават правата на обществото. Това вече не са само очертаните териториални граници, прилежащото морско пространство и въздушното/космическото пространство, намиращо се над тях, но и така нареченото „виртуално“ пространство, в което са разположени национални информационни бази от данни, софтуерни и хардуерни продукти, собственост на обществото (държавата) или на частни лица. В условията на глобалните рискове и произтичащите от тях локални заплахи се променя и разбирането на понятието „защита“, използвано в основните закони на почти всички национални държави. Това е понятие, от което произтичат основните мисии и задачи на националните въоръжени сили. От основна мисия – защита на национална територия, въоръжените сили все по често се използват в мисии за гарантиране на сигурност извън границите на държавите.
Основните принципи, на които се основава строителството на въоръжените сили, се определят в стратегическите документи, приемани като правило от оправомощените институции на обществото. При строителството на съвременните въоръжени сили все повече се прилагат следните основни принципи.
Принцип на интеграцията – главен организационен принцип, предполагащ изграждането на облика на войските и силите в органично единство с общата система за сигурност. Нормативно се въвежда в стратегията за сигурност, която ясно и точно разпределя целите и задачите на различните компоненти на сигурността. Военната стратегия, като част от стратегията за национална сигурност, определя характера на военните заплахи и военните конфликти, формите за използване на войски и сили и направленията за развитието им.
Принцип на достатъчността – свързан с главния организационен принцип и изискващ наличие на военна структура в обществото, оптимална численост на войските и силите, с която да се гарантира надеждна защита на интересите му.
Принцип на пресъздаването – определя изискването за изграждане способности за бързо нарастване, не само на бойния състав, и достигане на необходимото ниво на техническа въоръженост и натренираност, но и за формирането на способности за конфигуриране на бойни, поддържащи и логистични компоненти и комбинации от тях, адекватни на динамиката на рисковете, заплахите и негативните тенденции на предизвикателствата. В съвременни условия ефективното прилагане на този принцип е в изключителна зависимост от бързината, с която се използват новите знания върху „старото“ познание; те ще променят в много кратки срокове качествените показатели на системите оръжия и оборудване и екипировка. (Съществува опасност от погрешно разбиране на този принцип, особено при изграждане и поддържане на инфраструктурни компоненти от промишлената база, както и при създаване на запаси от въоръжение и техника. Може да се окаже, че натрупваните в продължение на години резерви и запаси остават неизползваеми, а поддържаните резерви от производствени мощности не могат да се активират при необходимост поради динамиката на развитие на средата за сигурност.)
Принцип единство на силите – в съответствие с този принцип комплектоването на основните и резервните компоненти с личен състав, въоръжение, техника и оборудване, организацията на бойната подготовка и поддържането на бойна готовност на формированията следва да се осъществява по единни стандарти.
Принцип на всестранното отчитане на ресурсите – осигурява надеждно функциониране на цялата система за програмно-целево планиране с детайлно съгласуване при разпределяне на финансовите средства, отделяни за войските и силите от бюджета на страната. С отчитане на текущото състояние наличието на планируеми ресурси осигурява възможност за формулиране на дългосрочни цели и задачи, както и определяне на етапите на строителство на въоръжените сили.
Принцип на вариантност в строителството на въоръжените сили – необходимостта за икономия на ресурси предопределя необходимостта за сравняване на състава на различните родове и специални войски и сили, като при еднаква ефективност да се предпочитат тези с най-малки загуби. При военното планиране съвместното внедряване в практиката на последните 2 принципа предопределя използването на метода на системния анализ, при който вземането на обосновано решение се осъществява в следната последователност:
- постановка на задачата;
- изследване на ресурсите, необходими за решаването ѝ;
- търсене на алтернативни пътища за решаване;
- разработка на модел;
- подбор на критерии;
- сравнение на алтернативите;
- определяне на направленията (конкретните действия) при строителството на ВС.

Принцип на управляемата децентрализация – дефиниран в отговор на ясно очертаващата се сравнително нова характеристика на предизвикателствата, рисковете и заплахите, наречена „паралелно-интелективна“. При тази характеристика се изисква определяне на границите на самостоятелност при вземането на решения на всяко едно от равнищата в йерархията на системата за планиране и строителство на ВС. При децентрализираните системи за управление винаги има опасност решенията, вземани от нискостоящите в йерархията, да не съответстват напълно на замисъла на висшето командване, което ще доведе до снижаване на ефективността в управлението. В същото време системата на строга централизация, при която всички основополагащи решения се разработват от по-старшия ешелон на ръководство, не е достатъчно гъвкава, а следователно и малко ефективна. Рамките на разумната самостоятелност, която се предоставя на изпълнителите от по-нискостоящите звена за планиране, се определят от стоящите не по-малко от 2 до 3 нива висши, а не старши инстанции.
Принципът за еволюционността – необходимостта от неговото съблюдаване се обяснява с високата цена и продължителните срокове за експлоатация на немалка част от въоръжението и техниката, а също така с голямата инерционност на промишлената база, особено в достигането на необходимите качествени и количествени показатели. Неговото игнориране може да доведе до влошаване на критерия „ефективност – цена“, т.е. към нарастване на военните разходи при едно и също равнище на бойни способности на войските и силите.